# Elliot Tyson
Elliot Tyson (Santa Monica, 20 de novembro de 1952) é um sonoplasta estadunidense. Venceu o Oscar de melhor mixagem de som na edição de 1990 por Glory, ao lado de Donald O. Mitchell, Gregg Rudloff e Russell Williams II.